# 莫里斯·甘末林
莫里斯·古斯塔夫·甘末林（法語：Maurice Gustave Gamelin，法語發音：[moʁis ɡystav ɡamlɛ̃]，1872年9月20日—1958年4月16日）是戰前法國陸軍總參謀長，軍階為上將，由於1940年德軍進攻法國後的失敗領導，該人對於法國最終戰敗的結果有決定性影響。作為二次大戰爆發後的法軍總司令，甘末林被認為是一位擁有相當智慧的將軍，他是法國陸軍高層裡屈指可數的明確擁護民主共和制度的將領，堅持軍人不應干預民選政府，因此被其他保守的軍方同僚視為自由主義者。即使在德國也備受幾位將軍的尊崇，但在部份具有前瞻性的德軍將官來看，認為甘末林思想消極過於謹慎，歷史學家威廉·夏伊勒即指出甘末林以一次大戰的方式來打二戰。

## 经历
1872年出生於巴黎。1893年毕业于圣西尔军校，1899年毕业于参谋学院。参加了第一次世界大战，曾作為法軍總司令約瑟夫·霞飛的參謀協助擬定了馬恩河戰役的作戰計劃。歷任法国大本营作战处长、旅长、师长，在1916～1918年赴前線指揮大兵團作戰。1925年～1928年任驻叙利亚法军司令官兼副高级专员，曾指挥镇压叙利亚當地反抗法国殖民統治的民族解放起义。1931年2月10日接替馬克西姆·魏剛任陆军总参谋长，1935年兼任陆军最高军事委员会副主席，1938年兼任新設的国防总参谋长。第二次世界大战开始时，于1939年9月3日任法國陆军总司令兼英国远征军指挥，是法国政府靜坐戰政策的拥护者之一，因而对1940年法国的失败负有责任。
1940年5月20日被免職，法國停戰後被維希政府逮捕。1942年交由貝當政府组织在里昂的法庭审判，贝当政府建立该法庭的目的，則是为了證明自己與納粹德国媾和是正確的，甘末林在審判期間始終保持緘默。1943年他被运往德国，关押在伊特尔堡，直到战争结束。战后，甘末林退休從事寫作，並於1946年～1947年间发表了三卷回忆录《服役》、《馬恩河交戰中的機動與勝利》等書。1958年在巴黎去世，享年85歲。